# 母親がエロラノベ大賞受賞して人生詰んだ
『母親がエロラノベ大賞受賞して人生詰んだ』（ははおやがえろらのべたいしょうじゅしょうしてじんせいつんだ）は、夏色青空による日本のライトノベル。イラストは米白粕が担当している。第33回ファンタジア大賞銀賞受賞作。富士見ファンタジア文庫 (KADOKAWA) より2021年1月から刊行されている。

## あらすじ
霜村春馬は母である美礼が書いた近親相姦エロラノベが大賞を受賞したことにより、作家としてデビューすることになった。

## 登場人物
霜村春馬（しもむら はるま）
本作の主人公。母親の代理で作家としてデビューする。
霜村美礼（しもむら みれい）
春馬の母親。
霜村美悠羽（しもむら みゆは）
春馬の妹。
千里えびでんす（せんり えびでんす）
春馬がデビューするレーベルの先輩作家。
瀧上凜夏（たきがみ りんか）
春馬のクラスメイト。
貝塚レーニャ（かいづか レーニャ）
美悠羽の同級生で天才漫画家。

## 評価
第33回ファンタジア大賞にて銀賞を受賞した。同賞で審査員を務めた細音啓は本作を以下のように評している。

## 既刊一覧
- 夏色青空（著）・米白粕（イラスト） 『母親がエロラノベ大賞受賞して人生詰んだ せめて息子のラブコメにまざらないでください』 KADOKAWA〈富士見ファンタジア文庫〉、既刊2巻（2021年6月18日現在）
  - 『母親がエロラノベ大賞受賞して人生詰んだ せめて息子のラブコメにまざらないでください』、2021年1月20日発売[4]、ISBN 978-4-04-074185-7
  - 『母親がエロラノベ大賞受賞して人生詰んだ2 せめて息子のラブコメにまざらないでください』、2021年6月18日発売[1]、ISBN 978-4-04-073961-8

### 小説
- 夏色青空『母親がエロラノベ大賞受賞して人生詰んだ』 第1巻、KADOKAWA〈富士見ファンタジア文庫〉、2021年1月20日。ISBN 978-4040739618。